# Lista de filmes sobre Cleópatra
A filmografia (parcial) a seguir destaca os filmes em que Cleópatra é o tema, seja através do relato histórico e dramático de sua vida, seja através da livre-interpretação dos autores.
Desde o início do cinema, Cleópatra tem servido de tema para diversos filmes, nos quais seu drama tem sido contado e interpretado das mais diversas maneiras. A exemplo da peça de Shakespeare, “Antony and Cleopatra”, em que a rainha diz: “Dá-me o vestido; coloca-me a coroa. Eu sinto em mim a sede da imortalidade”, o cinema foi uma das formas de imortalizá-la.

## Filmografia
| Produtora                                   | Título                                                     | Título br                                  | Título pt                           | Diretor                                        | Elenco                                                         | Observações                   |
| ------------------------------------------- | ---------------------------------------------------------- | ------------------------------------------ | ----------------------------------- | ---------------------------------------------- | -------------------------------------------------------------- | ----------------------------- |
| 1899                                        |                                                            |                                            |                                     |                                                |                                                                |                               |
| George Méliès                               | "Cléopâtre"                                                |                                            |                                     | George Méliès                                  | Jeanne D’Alcy, George Méliès                                   | França                        |
| 1908                                        |                                                            |                                            |                                     |                                                |                                                                |                               |
| Vitagraph                                   | "Antony and Cleopatra"                                     |                                            |                                     | Charles Kent, superv. J. Sturat Blackton       | Paul Panzer, Florence Lawrence, Maurice Costello               | Estados Unidos                |
| 1909                                        |                                                            |                                            |                                     |                                                |                                                                |                               |
| Vitagraph                                   | "Cleopatra’s Lover"/ "A Night of Enchantment"              |                                            |                                     |                                                |                                                                | Estados Unidos                |
| 1910                                        |                                                            |                                            |                                     |                                                |                                                                |                               |
| Pathé                                       | "Cléopâtre"                                                |                                            |                                     | Henri Andreani/ Ferdinad Zecca                 | Madeleine Roch, Jeanne Bérangère                               | França                        |
| 1912                                        |                                                            |                                            |                                     |                                                |                                                                |                               |
| Helen Gardner Pict./ United States Film Co. | "Cleopatra"                                                | Cleópatra                                  |                                     | Charles L. Gaskill, superv. J. Stuart Blackton | Helen Gardner, Mr. Sindelar, Robert Gaillard                   | Estados Unidos                |
| 1912                                        |                                                            |                                            |                                     |                                                |                                                                |                               |
|                                             | "Cleopatra"                                                |                                            |                                     |                                                |                                                                | Índia                         |
| 1913                                        |                                                            |                                            |                                     |                                                |                                                                |                               |
| Pathé                                       | "Le Reyne d’Egypte"                                        | A Rainha do Egito/ O Reinado de Cleópatra  |                                     |                                                |                                                                | França                        |
| 1913                                        |                                                            |                                            |                                     |                                                |                                                                |                               |
| Cines                                       | "Marcantonio i Cleopatra"                                  | Marco Antônio e Cleópatra                  |                                     | Enrico Guazzoni                                | Amleto Novelli, Giovanna Terribilli-Gonzalez, Ignacio Lupi     | Itália                        |
| 1916                                        |                                                            |                                            |                                     |                                                |                                                                |                               |
| Cines                                       | "Cleopatra"                                                | Cleópatra                                  |                                     | Enrico Guazzoni                                | Lyda Borelli, Amleto Novelli                                   | Itália                        |
| 1917                                        |                                                            |                                            |                                     |                                                |                                                                |                               |
| Fox Film                                    | "Cleopatra"                                                | Cleópatra                                  |                                     | J. Gordon Edwards                              | Theda Bara, Thurston Hall, Albert Roscoe                       | Estados Unidos                |
| 1917                                        |                                                            |                                            |                                     |                                                |                                                                |                               |
| Triangle                                    | "The Dark Road"                                            | Cleópatra Moderna                          |                                     | Charles Miller                                 | Dorothy Dalton, Robert McKim, John Gilbert (como Jack Gilbert) | Estados Unidos                |
| 1924                                        |                                                            |                                            |                                     |                                                |                                                                |                               |
| Universal                                   | "Antony and Cleopatra"                                     | Antônio e Cleópatra                        |                                     | Bryan Fox                                      |                                                                | , comédia.                    |
| 1934                                        |                                                            |                                            |                                     |                                                |                                                                |                               |
| Paramount                                   | "Cleopatra"                                                | Cleópatra                                  |                                     | Cecil B. de Mille                              | Claudete Colbert, Warren William, Henry Wilcoxon, Ian Keit     | Estados Unidos                |
| 1942                                        |                                                            |                                            |                                     |                                                |                                                                |                               |
|                                             | "Cleopatra"                                                |                                            |                                     | Ibrahim Lama                                   |                                                                | Egito                         |
| 1946                                        |                                                            |                                            |                                     |                                                |                                                                |                               |
| General Film/ J. Arthur Rank                | "Caesar and Cleopatra"                                     | César e Cleópatra                          |                                     | Gabriel Pascal                                 | Vivien Leigh, Claude Rains, Stewart Granger, Anthony Harvey    | Reino Unido                   |
| 1947                                        |                                                            |                                            |                                     |                                                |                                                                |                               |
| Filmex                                      | "La Vida Intima de Marco Antonio y Cleopatra"              | A Vida ìntima de Marco Antônio e Cleópatra |                                     | Roberto Gavaldón                               | Luis Sandrini, María Antonieta Pons, José Baviera              | México                        |
| 1953                                        |                                                            |                                            |                                     |                                                |                                                                |                               |
| Columbia                                    | "Serpent of the Nile"                                      | A Serpente do Nilo                         |                                     | William Castle                                 | Rhonda Fleming, Raymond Burr, Julie Newmar                     | Estados Unidos                |
| 1953                                        |                                                            |                                            |                                     |                                                |                                                                |                               |
| Excelsa Film/ Rosa Film                     | "Due Notti com Cleopatra"                                  | Duas Noites com Cleópatra                  |                                     | Mario Mattoli                                  | Sofia Loren, Alberto Sordi                                     | Itália                        |
| 1957                                        |                                                            |                                            |                                     |                                                |                                                                |                               |
| Cambridge/ Warner Bros                      | "The Story o f Mankind"                                    | A História da Humanidade                   |                                     | Irwin Allen                                    | Ronald Colman, Vincent Price, Virgínia Mayo, Heddy Lamarr      | Estados Unidos                |
| 1959                                        |                                                            |                                            |                                     |                                                |                                                                |                               |
|                                             | "Le Legioni di Cleopatra"                                  | As Legiões de César (TV: Legiões do Nilo)  |                                     | Vittorio Cottafavi                             | Linda Cristal, Ettore Manni, Georges Marchal                   | Espanha · França · Itália     |
| 1960                                        |                                                            |                                            |                                     |                                                |                                                                |                               |
| Prods. Explorer Films/ C. F. P. C.          | "Il Sepolcro del Rei"/ "La Vallée des Pharaons"            | O Sepulcro dos Reis                        |                                     | Fernando Cerchio                               | Debra Paget, Ettore Manni                                      | França · Itália               |
| 1962                                        |                                                            |                                            |                                     |                                                |                                                                |                               |
|                                             | "Une Regina per Cesare"/ "Cleópatre, Une Reine pour César" | Cleópatra, Rainha de César                 |                                     | Piero Pierotti, superv. Victor Tourjanky       | Gordon Scott, Pasquale Petit, Akim Tamiroff                    | Itália · França               |
| 1963                                        |                                                            |                                            |                                     |                                                |                                                                |                               |
| 20th Century Fox                            | "Cleopatra"                                                | Cleópatra                                  | Cleópatra                           | Joseph L. Mankiewicz                           | Elizabeth Taylor, Richard Burton, Rex Harrison, Hume Cronyn    | Estados Unidos                |
| 1963                                        |                                                            |                                            |                                     |                                                |                                                                |                               |
| Westdeutscher Rundfunk (WDR)                | "Antonius und Cleopatra"                                   |                                            |                                     | Rainer Woffhardt                               | Hanns Otto Ball, Gerd Baltus, Lola Müthel                      | (feito para TV)               |
| 1963                                        |                                                            |                                            |                                     |                                                |                                                                |                               |
|                                             | "Sexy Proibitíssimo"                                       |                                            |                                     | Marcello Martinelli                            | Karmela, Buddy Thompson, Diana West                            | Itália                        |
| 1964                                        |                                                            |                                            |                                     |                                                |                                                                |                               |
| Adder/Rank                                  | "Carry on Cleo"                                            | Os Apuros de Cleópatra                     |                                     | Gerald Thomas                                  | Amanda Barrie, Sidney James                                    | Reino Unido                   |
| 1970                                        |                                                            |                                            |                                     |                                                |                                                                |                               |
| Global Pictures                             | "The Notorious Cleopatra"                                  |                                            |                                     | Peter Perry, Jr.                               | Sonora, Johnny Rocco, Jay Edwards                              | Estados Unidos                |
| 1972                                        |                                                            |                                            |                                     |                                                |                                                                |                               |
| Charlton Heston                             | "Antony and Cleopatra"                                     | À Sombra das Pirâmides                     |                                     | Charlton Heston                                | Charlton Heston, Hildegard Neil                                | Espanha · Reino Unido · Suíça |
| 1974                                        |                                                            |                                            |                                     |                                                |                                                                |                               |
| Incorporated Televison Company              | "Antony and Cleopatra"                                     |                                            |                                     | Jon Scoffield                                  | Richard Johnson, Janet Suzman,                                 | (feito para TV)               |
| 1982                                        |                                                            |                                            |                                     |                                                |                                                                |                               |
| Pachard                                     | "The Devil in Miss Jones"                                  | O Diabo no Corpo de Miss Jones             |                                     |                                                | Dena Ferrara                                                   | Estados Unidos                |
| 1982                                        |                                                            |                                            |                                     |                                                |                                                                |                               |
| Brown Prod.                                 | "Irresistible"                                             |                                            |                                     |                                                | Starr Wood                                                     | Estados Unidos                |
| 1983                                        |                                                            |                                            |                                     |                                                |                                                                |                               |
| Bard Productions                            | "Antony and Cleopatra"                                     |                                            |                                     | Lawrence Carra                                 | James Avery, Lynn Redgrave, Timothy Dalton                     | Estados Unidos                |
| 1984                                        |                                                            |                                            |                                     |                                                |                                                                |                               |
|                                             |                                                            | As Últimas Noites de Cleópatra             |                                     | Cesar Todd                                     | Marcella Peterelli, Jacques Stany, Rita Silva                  | Itália                        |
| 1988                                        |                                                            |                                            |                                     |                                                |                                                                |                               |
| ICB/ Urânio                                 | "Cleópatra, sua Arma era o Sexo!"                          | Cleópatra, sua Arma era o Sexo!            |                                     | Carlos Nascimento, Nilton Nascimento           | Eliana Gabarron, Zu Lady, Beth San Thiago                      | Brasil                        |
| 1999                                        |                                                            |                                            |                                     |                                                |                                                                |                               |
| Babelsberg International Film Produktion    | "Cleopatra"                                                | Cleópatra                                  |                                     | Franc Roddam                                   | Billy Zane, Timothy Dalton, Leonor Varela                      | Alemanha · Estados Unidos     |
| 2002                                        |                                                            |                                            |                                     |                                                |                                                                |                               |
| Canal +                                     | "Asterix & Obelix: Mission Cléopátre"                      | Asterix e Obelix – Missão Cleópatra        | Asterix e Obelix – Missão Cleópatra | Alain Chabat                                   | Gérard Depardieu, Monica Bellucci                              | , , comédia                   |
| 2003                                        |                                                            |                                            |                                     |                                                |                                                                |                               |
| Alquimia Cinema                             | "Cleopatra"                                                |                                            |                                     | Eduardo Mignogna                               | Norma Aleandro, Natalia Oreiro, Leonardo Sbaraglia             | Argentina · Espanha           |
| 2005                                        |                                                            |                                            |                                     |                                                |                                                                |                               |
|                                             | "Cleopatra"                                                |                                            |                                     |                                                | Kunal Singh, Shivani Singh, Vikramaditya                       | Índia                         |
| 2007                                        |                                                            |                                            |                                     |                                                |                                                                |                               |
| Grupo Novo de Cinema e TV                   | "Cleópatra"                                                | Cleópatra                                  |                                     | Julio Bressane                                 | Alessandra Negrini, Miguel Falabella, Bruno Garcia             | Brasil                        |